# Lasiodora differens
Lasiodora differens är en spindelart som beskrevs av Chamberlin 1917. Lasiodora differens ingår i släktet Lasiodora och familjen fågelspindlar. Inga underarter finns listade i Catalogue of Life.